# 堡里河
堡里河，位于中国广西壮族自治区桂林市永福县东南部，是洛清江左岸支流，发源于永福县堡里乡河东村架桥岭西侧，西北流经板峡水库和堡里乡驻地，在永福县城永福镇南郊的鱼排汇入洛清江。干流长57千米，平均比降11.5‰，流域面积458平方千米。